# Вижинтини Врхи
Вижинтини Врхи (хорв. Vižintini Vrhi) — населений пункт у Хорватії, в Істрійській жупанії у складі громади Опрталь.

## Населення
Населення за даними перепису 2011 року становило 23 осіб.
Динаміка чисельності населення поселення:

## Клімат
Середня річна температура становить 11,98 °C, середня максимальна – 25,30 °C, а середня мінімальна – -1,88 °C. Середня річна кількість опадів – 1205 мм.
| Клімат поселення                              | Клімат поселення | Клімат поселення | Клімат поселення | Клімат поселення | Клімат поселення | Клімат поселення | Клімат поселення | Клімат поселення | Клімат поселення | Клімат поселення | Клімат поселення | Клімат поселення | Клімат поселення |
| Показник                                      | Січ.             | Лют.             | Бер.             | Квіт.            | Трав.            | Черв.            | Лип.             | Серп.            | Вер.             | Жовт.            | Лист.            | Груд.            |                  |
| Середній максимум, °C                         | 9,14             | 9,68             | 12,60            | 16,16            | 20,77            | 24,53            | 25,30            | 25,06            | 20,65            | 16,26            | 11,36            | 8,46             |                  |
| Середня температура, °C                       | 3,64             | 4,17             | 7,07             | 10,64            | 15,27            | 19,01            | 21,42            | 21,22            | 16,79            | 12,41            | 7,52             | 4,62             |                  |
| Середній мінімум, °C                          | −1,88            | −1,34            | 1,57             | 5,14             | 9,75             | 13,50            | 17,60            | 17,36            | 12,96            | 8,58             | 3,68             | 0,76             |                  |
| Норма опадів, мм                              | 87               | 68               | 89               | 101              | 95               | 107              | 74               | 101              | 106              | 130              | 135              | 112              |                  |
| Середньомісячна швидкість вітру, м/с          | 1.96             | 2.24             | 2.36             | 2.40             | 2.17             | 2.08             | 2.02             | 1.98             | 1.96             | 2.16             | 2.17             | 2.10             |                  |
| Середньомісячна сонячна радіація, кДж/м²·день | 4476             | 7432             | 10603            | 14903            | 18905            | 20707            | 21644            | 18517            | 13859            | 8940             | 4894             | 3763             |                  |
| --------------------------------------------- | ---------------- | ---------------- | ---------------- | ---------------- | ---------------- | ---------------- | ---------------- | ---------------- | ---------------- | ---------------- | ---------------- | ---------------- | ---------------- |
| Джерело:                                      |                  |                  |                  |                  |                  |                  |                  |                  |                  |                  |                  |                  |                  |